# Sud de France Arena
Sud de France Arena est une aréna située à Pérols, au sud de Montpellier, dans le département de l'Hérault, en France.

## Historique
Inaugurée le 3 septembre 2010, l'aréna de Montpellier est située sur l’emprise du Parc des Expositions de Montpellier en Occitanie. La salle remplit à la fois les fonctions de salle de spectacles, de palais omnisports et de hall d’expositions et de congrès avec une capacité d’accueil de :
- 14 800 spectateurs, en configuration spectacle ;
- 10 700 spectateurs en configuration sport ;
- 13 500 m2 de surface brute pour les expositions.

La réalisation de cet outil est confiée au « Groupe Montpellier Events » (ex. Enjoy Montpellier) déjà gestionnaire du Parc des Expositions de Montpellier, du Zénith Sud et du Corum (Montpellier) le Palais des Congrès - Opéra Berlioz.
Depuis avril 2012, l'aréna est desservie par la ligne 3 du tramway de Montpellier (station Parc des Expositions).
Un partenariat de naming a lié la salle au groupe hôtelier Park&Suites de mai 2011 à avril 2016. 
Le 27 juin 2017, le nouveau partenariat de naming entre l'aréna de Montpellier et Sud de France Développement a été approuvé lors du Conseil d'Administration de Montpellier Events. Elle porte désormais le nom de Sud de France Arena.
Depuis le 1er janvier 2019, c'est la SPL Occitanie Events qui exploite l'Arena dans le cadre d'un contrat de délégation de service public.

## Événements

### Sports
L'aréna de Montpellier est inaugurée le 2 octobre 2010 par un match de Handball de Ligue des Champions opposant le Montpellier Agglomération Handball au club suédois d'IK Sävehof.
L'aréna est le siège de manifestations sportives régulières ou exceptionnelles dans d'innombrables disciplines différentes dont certaines inhabituelles dans un contexte « indoor » (« salle couverte »). On peut retenir entre autres :
- Basket-ball : Le 8 septembre 2014, la salle est choisie pour accueillir le groupe de la France lors du Championnat d'Europe de basket-ball 2015[6] ;
- Catch : Le 4 novembre 2010, WWE "Raw Live World Tour"[7] ;
- Équitation : jumping international ;
- Gymnastique : Championnats du monde de gymnastique rythmique 2011, Championnat d'Europe de gymnastique artistique masculine en 2012 ;
- Handball : La salle accueille aussi des rencontres du Montpellier Handball comptant pour le championnat de France et la Ligue des Champions. Elle accueille deux 1/8 de Finale et un 1/4 de Finale du Championnat du monde de handball masculin 2017 ;
- Judo : Championnats de France de judo en 2013 et les Championnats d'Europe de judo en 2014 et 2023 ;
- Karaté : Championnats d'Europe de karaté 2016 ;
- Patinage artistique : Championnats du monde 2022 ;
- Tennis : L'Open Sud de France de tennis (anciennement Grand Prix de tennis de Lyon[8]) s'y déroule depuis 2010.
- Tennis de table : WTT Champions 2024
- Volley-ball : Matches de la poule A du Championnat d'Europe masculin 2019.
- Esport : 
  - League of Legends: Finales des EMEA Masters et du LEC 2023.
  - Finale de l'Ascension 2023 sur TrackMania.

### Concerts
La salle est inaugurée en 2010 avec Indochine. Depuis, nombre de vedettes nationales et internationales s'y sont produits notamment :
- Beyoncé ;
- Shawn Mendes
- Bruce Springsteen ;
- Rihanna ;
- Chris Brown ;
- Muse ;
- Mylène Farmer ;
- Shakira ;
- Miley Cyrus ;
- Katy Perry ;
- Britney Spears ;
- Bruno Mars ;
- Johnny Hallyday ;
- Violetta ;
- Michel Sardou ;
- Imagine Dragons ;
- Les Enfoirés ;
- Shy’m ;
- Rammstein ;
- 50 Cent…

### Autres événements
- Élection de Miss France 2017 (le 17 décembre 2016). En alternance avec les concerts, des congrès et conventions de plus de 3 000 personnes sont organisés. Équipée de 25 loges, l'aréna de Montpellier peut également organiser des opérations de relations publiques ;
- Depuis 1994, Le salon Vinisud regroupe les professionnels du vin autour de la viticulture de la Méditerranée.

## Galerie

Ancien logo
Ancien logo